# Тель-Абьяд
Тель-А́бьяд (араб. تل أبيض‎, белый холм) — поселение на севере Сирии, в мухафазе Эр-Ракка. Административный центр одноимённого района. Расположено у границы с Турцией, на правом притоке реки Белих.
На севере Тель-Абьяд связан автомобильной дорогой с турецким городом Акчакале, на юго-западе с поселением Айн-Арус.
На территории посёлка расположена крепость Мунбата.

## Тель-Абьяд в Гражданской войне в Сирии
В ходе гражданской войны в Сирии в городе и его окрестностях вспыхнули вооружённые столкновения между курдскими и исламистскими силами.
В 2014 году город был захвачен ИГИЛ.
В феврале 2015 года курдские отряды начали крупное наступление на город. 16 июня 2015 года Сирийская обсерватория по правам человека подтвердила, что курдские силы отбили город.
10 октября 2019 года турецкие войска и союзные им боевики вторглись на север Сирии. Наступление было поддержано воздушными налётами и артиллерийским огнём, при этом Тель-Абьяд был одним из центров турецких атак.